# Viddaneddha
La Viddaneddha (anche Viddanedda e Viddhaneddha) o tarantella reggina è un ballo tradizionale calabrese. È la versione della tarantella calabrese diffusa nella provincia di Reggio Calabria.
<div lang="REGGINO">(REGGINO)
«Abballàti e ballàti fìmmini schètti e maritàti
chi si nùn ballàti 'bbònu non vi càntu e non vi sònu
e si nùn ballàti pulìtu 'nci lu rìcu a lu vòstru 'zzìtu!
Sciù sciù sciù quanti fìmmini chi 'nci sù!
Sciù sciù sciù quanti fìmmini chi 'nci sù!»
(versi di una tipica tarantella reggina)

## La danza e le origini
Si tratta di un ballo di derivazione grecanica, che comporta un linguaggio e una serie di raffigurazioni simboliche.
A differenza di quanto si crede, la viddaneddha non è un "ballo di corteggiamento", considerando anche le scarse occasioni che avevano le donne di ballare in pubblico e con uomini al di fuori della stretta cerchia parentale. Tuttavia, poteva occasionalmente diventarlo quando, nelle diverse fasi del ballo l'uomo metteva in risalto la propria vigoria fisica con gesti armoniosi e nel contempo energici, mentre la donna ad occhi bassi e con gesti garbati accennava appena interesse verso le evoluzioni maschili. Nella figurazione detta "dell'anfora", la donna metteva le mani sui fianchi, a sottolineare una parte del corpo femminile che quanto più era rigogliosa tanto più era sinonimo di fertilità. Le performance richiedono una notevole resistenza fisica, soprattutto per l'uomo che, per farsi notare, effettua passi velocissimi e complicati (taggjiapassu).
La viddanedda è il ballo reggino per antonomasia: nella tradizione ogni festa si conclude con il suono e la danza. Ne è un classico esempio la "tarantella della veglia" prima della processione di Festa Madonna a Reggio Calabria che, con la veglia notturna alla piazza dell'Eremo, meta di molti pellegrini e che costituisce un importante momento di festa e di attesa a ritmo di musica. Viene ballata anche nei paesi della provincia (famosa quella di Cardeto e della Valle del Sant'Agata) in occasione di feste patronali ed eventi ricreativi, ed anche in eventi privati come ad esempio feste familiari e matrimoni, diventando un'importante fonte di incontro ed allegria.

## Svolgimento del ballo
La viddaneddha possiede delle regole ben precise: i ballerini si dispongono in cerchio, formando la cosiddetta "rota", u "mastru i ballu" (il maestro di ballo, ovvero colui che gestisce il ballo) entra nel cerchio e dopo aver fatto un giro per "appropriarsi" del suo territorio chiama a ballare una persona, quindi l'accoppia con un'altra di sesso opposto. Dopo qualche giro di danza il primo ad entrare viene invitato a lasciare il ballo (esclamando "Fora u primu!" o "Grazie signora") e viene sostituito da un nuovo ballerino/a. In questo modo, ciascuno ha la possibilità di ballare con due persone diverse per ogni "giro". È "buona creanza" che l'uomo entrando nella rota saluti con un gesto discreto i suonatori e la donna con cui si accinge a ballare. Se quest'ultima è sposata o fidanzata verrà fatto un gesto di "richiesta del permesso" anche al marito/fidanzato. È il maestro di ballo a decidere la formazione delle coppie, che segue particolari regole e canoni, soprattutto di buon senso, ed è perciò che questo ruolo spetta alla persona di maggior "rispetto" della comunità.

## La musica
La musica, detta "u sonu" o "a sunàta" viene eseguita con pochi strumenti musicali (chiamati comunemente "i strumenti"), generalmente uno armonico/melodico ed uno ritmico. Le principali formazioni sono costituite da zampogna e tamburello e organetto a due bassi e tamburello, ma esistono varianti che presentano l'uso di altri strumenti quali lira calabrese, pipìta, fisarmonica e chitarra battente. Questi ultimi strumenti spesso si uniscono alle formazioni principali sopra citate, arricchendo l'armonia e dando la possibilità a più musicisti di prendere parte al "suono".
La struttura presenta, dietro un'apparente semplicità, delle esecuzioni virtuosistiche: si basa infatti principalmente su due accordi maggiori ad intervallo di quinta (es. DO e SOL), che si alternano ognuno su due battute da 6/8, mentre la parte ritmica esegue delle terzine.
Una delle particolarità della viddaneddha è che le passate (le melodie, ma anche il modo di suonare) variano da zona a zona e da paese a paese. Il nome di ogni tipo di suonata è dato dal paese di provenienza. Tra le più comuni troviamo:
- suonata "Cardola", tipica del paese di Cardeto;
- suonata "Mosorrofana", tipica del paese di Mosorrofa;
- suonata "Catafurota", tipica del paese di Cataforio;
- suonata "Motticiana", tipica del paese di Motta San Giovanni;
- suonata "Ravagnisota", tipica del paese di Ravagnese;
- suonata "Riggitana", tipica della città di Reggio Calabria.

Spesso durante le esecuzioni, sia i musicisti (detti "i sonatùri") che altri partecipanti al "sonu a ballu" usano cantare strofette tradizionali, che si tramandano da generazioni nella cultura popolare. Queste strofette spesso raccontano in pochi versetti attimi di vita quotidiana o mandano buoni auguri ai ballerini.

Alcune strofette tra le più comuni sono:
<div lang="REGGINO">(REGGINO)
«O Madonna d'u Olivìtu, non mi cala la sciumara,
ca' si leva lu cannìtu, e non facimu chiù panara!»
<div lang="REGGINO">(REGGINO)
«Chi ballunu puliti 'sti figgjioli! E la Madonna li pozza iutari!»